# I am a Catalan (vídeo)
I am a Catalan és un vídeo publicat i promogut per l'entitat Òmnium Cultural, protagonitzat per una jove bosniana que va arribar a Catalunya amb la seva mare fugint de la Guerra dels Balcans. Durant tot el vídeo, la noia parla en anglès, amb l'objectiu de despertar sensibilitats a Europa i aconseguir el seu suport, després de la violència policial duta a terme per la Policia Nacional i la Guàrdia Civil durant el Referèndum de l'1 d'octubre de l'any 2017, l'empresonament dels líders de l'Assemblea Nacional Catalana i la mateixa Òmnium Cultural (Jordi Sànchez i Jordi Cuixart respectivament) el 16 d'octubre del mateix any, així com el del vicepresident del govern de Puigdemont Oriol Junqueras i la majoria dels consellers d'aquest govern (concretament Jordi Turull, Josep Rull, Raül Romeva, Carles Mundó, Joaquim Forn, Meritxell Borràs i Dolors Bassa) el 2 de novembre de 2017.
El vídeo s'inicia amb fragments del cèlebre discurs del músic i compositor català Pau Casals a les Nacions Unides l'any 1971. Precisament, el títol del vídeo prové de les primeres paraules d'aquest discurs, I am a Catalan. A continuació, la protagonista del vídeo explica la lluita dels catalans contra el feixisme i la dictadura de Franco, durant la qual milers de persones es van veure obligades a exiliar-se per les seves idees.
La protagonista també recorda la solidaritat del poble català amb la gent de Bòsnia que fugia de la Guerra dels Balcans, a la dècada dels noranta del segle xx, des de la seva pròpia experiència. També es menciona el rebuig de la societat catalana a la Guerra d'Iraq i la massiva manifestació a Barcelona en solidaritat amb els refugiats del 18 de febrer de l'any 2017, el lema de la qual va ser "Prou excuses, acollim ara!".
Seguidament, s'explica que, davant la negativa del govern espanyol a un referèndum pactat, es va celebrar el Referèndum de l'1 d'octubre, que desencadenà diversos episodis de violència policial en alguns dels centres electorals d'arreu de Catalunya.
Finalment, la jove es dirigeix als europeus amb aquestes paraules: "La lluita dels catalans hauria de ser també la lluita de tots els europeus per salvar els valors democràtics. Els catalans em van ajudar i, ara, et demano que els ajudis tu".
El vídeo s'inscriu en la campanya de l'entitat (Help Catalonia) per tal d'aconseguir el suport d'Europa, després del ressò mediàtic que va tenir l'anterior vídeo, anomenat Help Catalonia. Save Europe. Aquest vídeo va ser acusat de plagi a les xarxes socials per les grans similituds amb el vídeo I am Ukranian, en què una noia ucraïnesa explicava a la comunitat internacional el que estava succeint a Kiev, on els cossos de seguretat van reprimir de manera molt dura les protestes contra el govern de Victor Yanukovich.